# Guerre des Tuscaroras
Guerres indiennes
La guerre des Tuscaroras est un conflit qui opposa de 1711 à 1713 les Amérindiens Tuscaroras à des colons de Caroline du Nord.
Jusqu'alors, les Tuscaroras vivaient en paix avec les colons européens installés dans la région mais l'empiètement progressif de leurs terres les conduit à mener une série de raids sur les villages alentour. En représailles, les colons attaquent plusieurs villages amérindiens et s'allient à d'autres tribus, notamment les Yamasees. En mars 1713, les colons et leurs alliés creeks, cherokees et catobas attaquent le village de Nohoroca.
La bataille de Nohoroca met un terme au conflit. La plupart des Tuscaroras survivants fuient vers le nord et trouvent refuge parmi les membres de la Confédération iroquoise qui en 1722, intègre les Tuscaroras dans leur confédération en tant que sixième nation. Les Tuscaroras restant en Caroline du Nord signent un traité le 11 février 1715 dans lequel ils abandonnent la plupart de leurs terres aux colons.